# Chilon salebrosus
Chilon salebrosus is een hooiwagen uit de familie Assamiidae.